# Siri Eftedal
Siri Eftedal-Seland, née le 22 mai 1966 à Skien, est une ancienne handballeuse internationale norvégienne. Elle a notamment évolué au Gjerpen IF.
Avec l'équipe de Norvège, elle participe notamment aux jeux olympiques de 1992 où elle remporte une médaille d'argent.

## Palmarès

### Sélection nationale
Jeux olympiques 
- médaille d'argent aux Jeux olympiques de 1992 à Barcelone

championnats du monde 
- troisième du championnat du monde 1993

championnats d'Europe 
- troisième du championnat d'Europe 1994